# (233653) Rether
(233653) Rether est un astéroïde de la ceinture principale.

## Description
(233653) Rether est un astéroïde de la ceinture principale. Il fut découvert le 23 août 2008 à Wildberg par Rolf Apitzsch. Il présente une orbite caractérisée par un demi-grand axe de 3,11 UA, une excentricité de 0,14 et une inclinaison de 27,8° par rapport à l'écliptique.

## Compléments